# Ульман, Карл Христиан (1796—1865)
Карл Христиан Ульман (нем. Carl Christian Ullmann; 15 марта 1796, Эпфенбах, — 12 января 1865, Карлсруэ) — немецкий теолог и историк, автор трудов.

## Личная жизнь и карьера
Родился 15 марта 1796 года в семье пастора Иоганна Балтазара Ульмана и Шарлотты, урождённой Раймольд. Его единственная сестра умерла в младенчестве. 
Чтобы изучать латынь он отправился к своему дяде в Мосбах, где он впервые пошёл в школу. В возрасте 10 лет Ульман приехал в Гейдельберг чтобы учиться в местной гимназии. В 16 лет он сдавал там аттестат зрелости. С 1812 года в Гейдельберге и Тюбингене он изучал богословие; в 1819 году защитил докторскую диссертацию в Гейдельберге как приват-доцент, прежде чем получил учёную степень доктора философских наук. В 1821 году Ульман стал экстраординарным, а в 1826 году — ординарным профессором богословия. Уже в 1824 году он сочетался браком с Хульдой Мерау, дочерью Софи Мерау и Клеменса Брентано, но супруга в 1832 году умерла. В 1829 году он принял предложение профессуры в Галле, где стал преподавать историю церкви, догматику и символику. В 1835 году женился второй раз — на Фекле фон Тойфел, подруге его первой жены.
С 1836 года он — член церковного совета, с 1844 года — узкого совета церкви. В 1853 году он приглашён в качестве преемника занять должность Людвига Хюффеля, евангелического прелата и члена Верховного церковного совета Бадена. Он был вместе с тем духовным руководителем церковного управления, которое возглавлял вместе с бароном Вёльвартом (Wöllwarth) светским главой Верховного церковного совета. С 1856 года Ульман объединил в своём лице обе должности. В 1861 году вышел в отставку, четыре года спустя, 12 января 1865 года умер.

## Литературно-богословская деятельность
С 1828 года в Гамбурге вдвоём с Фридрихом Вильгельмом Карлом Умбрейтом издавал «Теологические исследования и обзоры».
На его богословское направление имел сильное влияние Шлейермахер; Ульман был сторонником средней партии. Теологические вопросы, тесно связанные с историей, заставили Ульмана перейти к изучению последней, и на историческом поприще он достиг большой известности исследованием реформаторских движений в Европе (специально Германии) до Реформации. В своём эссе «Сущность христианства» от 1845 года он разъяснял, что по его мнению истинное христианство не зависит от жизненных правил, и что есть разница между верой и догматизмом. Его основные исторические работы «Григорий Богослов» (1825) и «Реформаторы до Реформации» (2 тома, 1841 год).

## Труды
- «Gregorius von Nazianz, der Theolog» (Дармштадт, 1825)
- «Johann Wessel, ein Vorgänger Luthers» (Гамбург 1834; позже под названием: «Die Reformatoren vor der Reformation» — 1-е изд. — 1841—1842; 2-е изд. — 1866)
- «Historisch oder mytisch?» (Гамбург, 1838)
- «Über den Kultus des Genius» (Гамбург, 1840)
- «Über die Sündlosigkeit Jesu» («Ueber die Sündlosigkeit Christi») (Гамбург, 1841)
- «Die bürgerliche und politische Gleichberechtigung aller Konfessionen» (Штутгарт, 1848)
- «Das Wesen des Christenthums» (Гамбург, 1849; ряд переизданий)